# جائزة جياسينتو فاكيتي الدولية
جائزة جياسينتو فاكيتي الدولية (بالإيطالية: Premio internazionale Giacinto Facchetti)‏ هي جائزة تقديرية أُنشئت في عام 2006، تُمنح سنويًا لشخصية كرة القدم من أجل إخلاصها، وسلوكها، ولعبها النظيف، وروحها الرياضية من قبل صحيفة الرياضة الإيطالية ومقرها ميلانو لاغازيتا ديلو سبورت.

## الفائزين
| العام | الفائز                 |
| ----- | ---------------------- |
| 2006  | خوليو فالنتين غونزاليس |
| 2007  | يونس محمود             |
| 2008  | باولو مالديني          |
| 2009  | تشيزاري برانديلي       |
| 2010  | جيانفرانكو زولا        |
| 2011  | ميشيل بلاتيني          |
| 2012  | خافيير زانيتي          |
| 2013  | إريك أبيدال            |
| 2014  | فرانشيسكو توتي         |
| 2015  | روبرتو دونادوني        |
| 2016  | جانكارلو أنتونيوني     |
| 2017  | أندريا بيرلو           |
| 2018  | جانلوكا فيالي          |

## وصلات خارجية
- Premio Facchetti - La Gazzetta dello Sport